# Friday Party
「Friday Party」是日本的音樂团体AAA的第2张单曲。2005年10月5日由avex trax发售。

## 概要
- 「Friday Party」是日本电视台節目「スポーツうるぐす」10月〜11月的主题曲，也是「音楽戦士 MUSIC FIGHTER」10月的片尾曲。
- 此單曲有2個版本，分別有「CD+DVD」和「CD ONLY」，收錄了「Friday Party」的Music Clip。
- 「Friday Party」比「BLOOD on FIRE」還要早录制，所以成员也认为「Friday Party」是出道單曲。不过，因為电影「頭文字D THE MOVIE」上映的關係，电影的主题曲「BLOOD on FIRE」便成为了出道單曲。
- 在10月17日於公信榜單曲週排行榜取得第17位

## 收錄內容

### CD+DVD
CD
1. Friday Party
（作詞：m.c.A・T／作曲：Akio Togashi）
2. Friday Party (Instrumental)

DVD
1. Friday Party (video clip)

### CD ONLY
1. Friday Party
2. Friday Party (Instrumental)